# Ctenolabrus
Ctenolabrus is een monotypisch geslacht van straalvinnige vissen uit de familie van de Labridae (Lipvissen).

## Soorten
- Ctenolabrus rupestris (Linnaeus, 1758)